# Democratici Cristiani Finlandesi
I Democratici Cristiani Finlandesi, più precisamente Democratici Cristiani di Finlandia (in finlandese Suomen Kristillisdemokraatit, KD; in svedese Kristdemokraterna i Finland), sono un partito politico attivo in Finlandia dal 2001.
Precedentemente la formazione era nota come Lega Cristiana Finlandese (in finlandese Kristillinen Liitto, SKL; in svedese Kristliga Förbund), soggetto sorto nel 1958 su iniziativa di alcuni esponenti fuoriusciti dal Partito di Coalizione Nazionale.

## Ideologia
I Democratici Cristiani Finlandesi sono un partito a ispirazione cristiano-democratica e socio-conservatrice.
I Democratici Cristiani Finlandesi tendono a formare le alleanze con altri partiti durante le elezioni e il loro successo nelle elezioni principalmente è determinato dal loro impegno in queste alleanze. La loro base elettorale si aggira intorno a circa il 4% dei voti.
Si tratta di un partito di centrodestra. Tuttavia, in molte questioni sociali quali povertà e la politica della famiglia, il partito è più vicino ai punti di vista del centrosinistra. I Democratici Cristiani Finlandesi rappresentano ideologicamente l'impegno cristiano del mondo nella politica in Finlandia. Il partito dà risalto alla fede cristiana come la base di tutto il lavoro politico, della famiglia come centro della società e della libertà responsabile. Garante dei valori familiari, il partito si oppone per esempio all'aborto, all'eutanasia ed al matrimonio gay. Si appellano alla dignità umana, all'uguaglianza sociale e alla giustizia in questioni politiche.
Partecipa al Partito Popolare Europeo in qualità di osservatore.

## Segretari
- Olavi Päivänsalo (1958-1964)
- Ahti Tele (1964-1967)
- Eino Sares (1967-1970)
- Olavi Majlander (1970-1973)
- Raino Westerholm (1973-1982)
- Esko Almgren (1982-1989)
- Toimi Kankaanniemi (1989-1995)
- Bjarne Kallis (1995-2004)
- Päivi Räsänen (2004-2015)
- Sari Essayah (2015-...)[3]

## Risultati
| Anno | Eletti   | Voti    | Voti  | Posizione         |
| ---- | -------- | ------- | ----- | ----------------- |
| 1958 | 0 / 200  | 3 358   | 0,17% | Extraparlamentate |
| 1966 | 0 / 200  | 10 646  | 0,45% | Extraparlamentare |
| 1970 | 1 / 200  | 28 228  | 1,40% | Opposizione       |
| 1972 | 4 / 200  | 65 228  | 2,53% | Opposizione       |
| 1975 | 9 / 200  | 90 599  | 3,29% | Opposizione       |
| 1979 | 9 / 200  | 138 244 | 4,77% | Opposizione       |
| 1983 | 3 / 200  | 90 410  | 3,03% |                   |
| 1987 | 5 / 200  | 74 209  | 2,58% | Opposizione       |
| 1991 | 8 / 200  | 83 151  | 3,05% | Maggioranza       |
| 1995 | 7 / 200  | 82 311  | 2,96% | Opposizione       |
| 1999 | 10 / 200 | 111 835 | 4,17% | Opposizione       |
| 2003 | 7 / 200  | 148 987 | 5,34% | Opposizione       |
| 2007 | 7 / 200  | 134 643 | 4,86% | Opposizione       |
| 2011 | 6 / 200  | 118 453 | 4,03% | Maggioranza       |
| 2015 | 5 / 200  | 105 134 | 3,54% | Opposizione       |
| 2019 | 5 / 200  | 120 144 | 3,90% | Opposizione       |
| 2023 | 5 / 200  | 131 368 | 4,25% | Maggioranza       |

| Anno | Delegati | Voti    | Voti  |
| ---- | -------- | ------- | ----- |
| 1972 | 134      | 49 877  | 2,0%  |
| 1976 | 322      | 85 792  | 3,2%  |
| 1980 | 333      | 100 800 | 3,7%  |
| 1984 | 257      | 80 455  | 3,0%  |
| 1988 | 273      | 71 614  | 2,72% |
| 1992 | 353      | 84 481  | 3,2%  |
| 1996 | 353      | 75 494  | 3,2%  |
| 2000 | 443      | 95 009  | 4,3%  |
| 2004 | 392      | 94 666  | 4,0%  |
| 2008 | 351      | 106 639 | 4,2%  |
| 2012 | 300      | 93 257  | 3,7%  |

| Anno | MEP    | Voti   | Voti  |
| ---- | ------ | ------ | ----- |
| 1996 | 0 / 16 | 63 134 | 2,8%  |
| 1999 | 1 / 16 | 29 637 | 2,4%  |
| 2004 | 0 / 14 | 70 845 | 4,3%  |
| 2009 | 1 / 13 | 69 467 | 4,2%  |
| 2014 | 0 / 13 | 90 586 | 5,2%  |
| 2019 | 0 / 13 | 89 204 | 4,87% |
| 2024 | 0 / 15 | 75 426 | 4,10% |